# Örnäsets församling
Örnäsets församling var en församling inom Svenska kyrkan i  Luleå stift, Norrbottens län. Den 1 januari 2011 uppgick församlingen i Luleå domkyrkoförsamling.

## Allmänt
Församlingen var en stadsförsamling i Luleå. Den bestod av tre distrikt: Björkskatan, Hertsön och Örnäset. Varje distrikt hade en distriktskyrka centralt beläget i de olika stadsdelarna; Björkskatakyrkan hittar man vid Björkskatans centrum, Hertsökyrkan vid Hertsötorg och Örnäsets kyrka i Örnäsets centrum. Till församlingen hörde också Örnäskyrkogården (gemensamt med Luleå domkyrkoförsamling) med Ljusets och Hoppets kapell.

## Tillkomst och utveckling
På grund av Luleå stads snabba tillväxt under 1940- och 1950-talen blev en delning av församlingen nödvändig – och så tillkom 1 januari 1962 Örnäsets församling, genom delning av dittillsvarande Luleå stadsförsamling som då också namnändrades till Luleå domkyrkoförsamling. Församlingarna utgjorde även egna pastorat. I ekonomiskt avseende bildade de två församlingarna en kyrklig samfällighet. 
Till Örnäsets församling fördes stadsdelarna Lulsundet, Malmudden, Skurholmen, Bredviken, Örnäset och Svartöstaden. När Örnäsets församling bildades hade den 17 052 invånare och omfattade en landareal av 40,00 kvadratkilometer. Den 1 advent 1963 invigdes Örnäsets kyrka.
Den 1 januari 1974 överfördes Hertsö by och delar av Björkskatan från Nederluleå församling till Örnäsets församling. Hela området omfattade en areal av 31,3 kvadratkilometer, varav 29,5 land, och 3 863 invånare. Den 1 november 1975 utgjorde församlingens befolkning 22 219 personer.
I samband med planerna att bygga Stålverk 80 kom stora delar av dessa nya områden att bebyggas. Detta medförde också att nya kyrkor byggdes. Den 14 december 1975 invigdes Hertsökyrkan och den 19 februari 1978 Björkskatakyrkan.
Den 1 januari 2011 återfördes Örnäsets församling till domkyrkoförsamlingen. Församlingen hade församlingskoden 258002.

## Areal
Örnäsets församling omfattade den 1 januari 1976 en areal av 96,3 kvadratkilometer, varav 69,5 kvadratkilometer land.

## Befolkningsutveckling
| Befolkningsutvecklingen i Örnäsets församling 1965–2009                                           | Befolkningsutvecklingen i Örnäsets församling 1965–2009 | Befolkningsutvecklingen i Örnäsets församling 1965–2009 | Befolkningsutvecklingen i Örnäsets församling 1965–2009 | Befolkningsutvecklingen i Örnäsets församling 1965–2009 |
| ------------------------------------------------------------------------------------------------- | ------------------------------------------------------- | ------------------------------------------------------- | ------------------------------------------------------- | ------------------------------------------------------- |
|                                                                                                   |                                                         |                                                         |                                                         |                                                         |
| År                                                                                                |                                                         |                                                         | Folkmängd                                               |                                                         |
| 1965                                                                                              | 1965                                                    |                                                         | 17 627                                                  |                                                         |
| 1970                                                                                              | 1970                                                    |                                                         | 16 805                                                  |                                                         |
| 1975                                                                                              | 1975                                                    |                                                         | 22 267                                                  |                                                         |
| 1980                                                                                              | 1980                                                    |                                                         | 23 778                                                  |                                                         |
| 1985                                                                                              | 1985                                                    |                                                         | 22 960                                                  |                                                         |
| 1990                                                                                              | 1990                                                    |                                                         | 22 464                                                  |                                                         |
| 1995                                                                                              | 1995                                                    |                                                         | 22 159                                                  |                                                         |
| 2000                                                                                              | 2000                                                    |                                                         | 22 242                                                  |                                                         |
| 2005                                                                                              | 2005                                                    |                                                         | 22 499                                                  |                                                         |
| 2009                                                                                              | 2009                                                    |                                                         | 22 899                                                  |                                                         |
| Anm: Uppgifterna avser förhållandena den 31 december enligt indelningen den 1 januari året efter. |                                                         |                                                         |                                                         |                                                         |